# Julia Nicol
Julia Nicol (Johannesburgo, 1956 - 3 de abril de 2019) fue una activista y bibliotecaria sudafricana. Trabajó con grupos LGBT en Sudáfrica y fue cofundadora y líder de la Organización de Activistas Gays y Lesbianas (OLGA).

## Biografía
Nació en 1956 en Johannesburgo. Estudió en la Universidad de Ciudad del Cabo y trabajó como bibliotecaria hasta su jubilación en 1997. Empezó a trabajar como activista LGBT a principios de la década de 1980. Creó la primera organización de lesbianas en Sudáfrica, llamada Lesbians in Love and Compromising Situations (LILACS). Como activista, también participó en la Asociación Gay de Sudáfrica (GASA) y fue miembro fundador de Lesbians and Gays Against Oppression (LAGO). Más tarde, LAGO se convirtió en la Organización de Activistas Gays y Lesbianas (OLGA) con Nicol y su pareja, Sheila Lapinsky, las únicas miembros lesbianas del grupo y desempeñaron funciones de liderazgo. Lapinsky y Nicol fueron las responsables directas de que los derechos LGBT formaran parte del movimiento antiapartheid más amplio. Murió el 3 de abril de 2019.